# Campionati europei di ciclismo su pista 2020 - Keirin femminile
La keirin femminile ai Campionati europei di ciclismo su pista 2020 si è svolta il 14 novembre 2020 presso il velodromo Kolodruma di Plovdiv, in Bulgaria.

## Podio
| Pos.    | Atleta          | Nazionalità |
| ------- | --------------- | ----------- |
| Oro     | Olena Starikova | Ucraina     |
| Argento | Sára Kaňkovská  | Rep. Ceca   |
| Bronzo  | Helena Casas    | Spagna      |

### Primo turno (Semifinali)
Si qualificano per la finale i primi tre atleti di ogni batteria, gli altri si qualificano per la finale di consolazione.

#### Batteria 1
| Posizione | Atleta            | Nazione       | Note |
| --------- | ----------------- | ------------- | ---- |
| 1         | Olena Starikova   | Ucraina       | Q    |
| 2         | Elena Bissolati   | Italia        | Q    |
| 3         | Sára Kaňkovská    | Rep. Ceca     | Q    |
| 4         | Katy Marchant     | Gran Bretagna |      |
| 5         | Anastasia Voynova | Russia        |      |
| 6         | Miglė Marozaite   | Lituania      |      |

#### Batteria 2
| Posizione | Atleta               | Nazione       | Note |
| --------- | -------------------- | ------------- | ---- |
| 1         | Simona Krupeckaitė   | Lituania      | Q    |
| 2         | Helena Casas         | Spagna        | Q    |
| 3         | Sophie Capewell      | Gran Bretagna | Q    |
| 4         | Dar'ja Šmelëva       | Russia        |      |
| 5         | Veronika Jabornikova | Rep. Ceca     |      |
| 6         | Lyubov Basova        | Ucraina       |      |

### Finali

#### Finale di consolazione
| Posizione | Atleta               | Nazione       | Note |
| --------- | -------------------- | ------------- | ---- |
| 7         | Anastasia Voynova    | Russia        |      |
| 8         | Veronika Jaborníková | Rep. Ceca     |      |
| 9         | Miglė Marozaitė      | Lituania      |      |
| 10        | Lyubov Basova        | Ucraina       |      |
| 11        | Dar'ja Šmelëva       | Russia        |      |
| REL       | Katy Marchant        | Gran Bretagna |      |

- REL = Rilegata all'ultimo posto

#### Finale
| Posizione | Atleta             | Nazione       | Note |
| --------- | ------------------ | ------------- | ---- |
| 1         | Olena Starikova    | Ucraina       |      |
| 2         | Sára Kaňkovská     | Rep. Ceca     |      |
| 3         | Helena Casas       | Spagna        |      |
| 4         | Sophie Capewell    | Gran Bretagna |      |
| 5         | Simona Krupeckaitė | Lituania      |      |
| 6         | Elena Bissolati    | Italia        |      |